# Walther von der Vogelweide

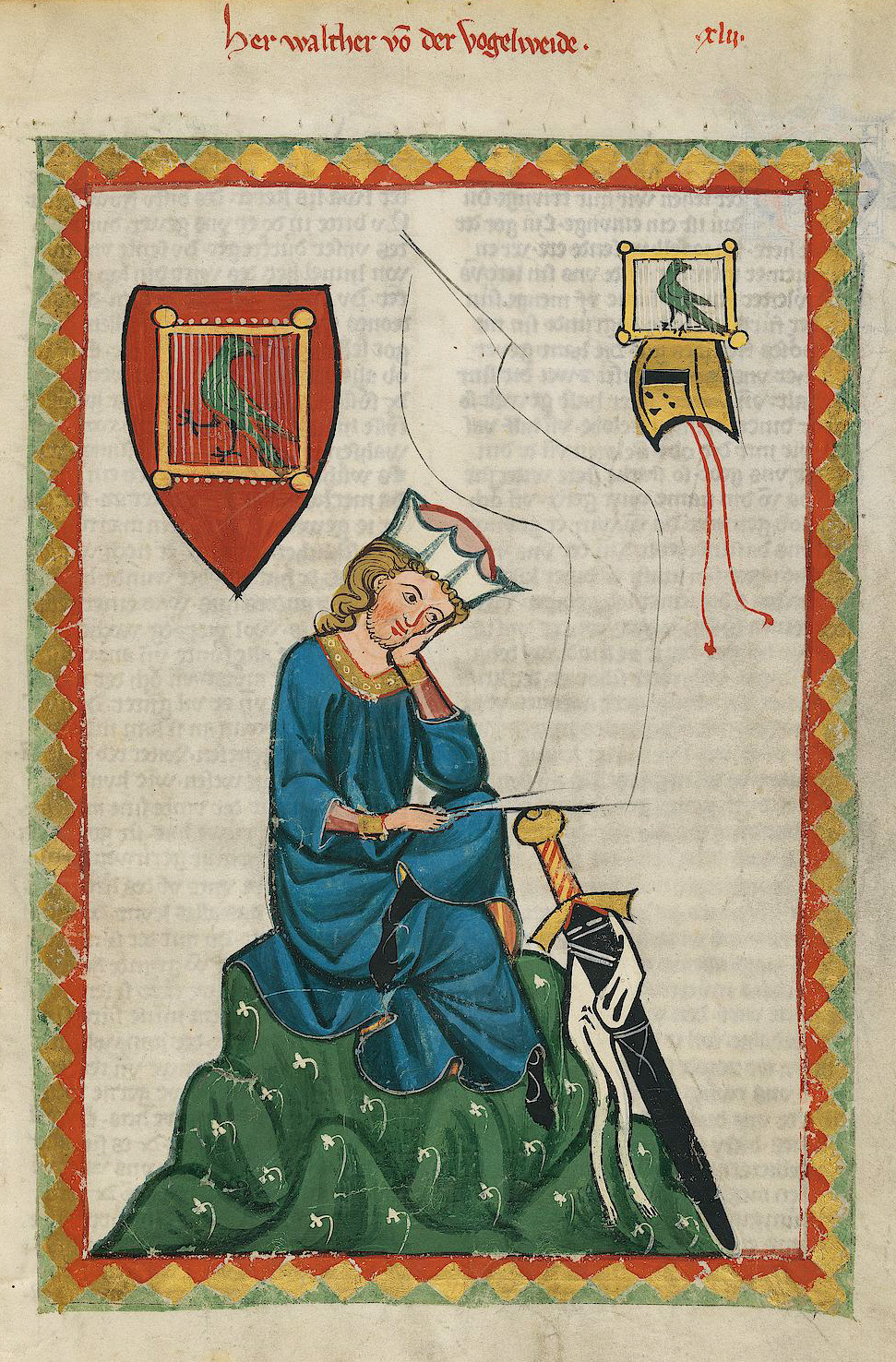
Walther von der Vogelweide (Codex Manesse)

Walther von der Vogelweide (geboorteplaats onzeker, wellicht Bozen, 1170 - Würzburg, 1230) was een Duitstalig minnezanger en dichter.
De plaats van geboorte is onduidelijk, omdat er te weinig informatieve documenten zijn die zijn geboorteplaats aanhalen. Van zijn achternaam von der Vogelweide (letterlijk: van het vogelweiland) moeten we het zeker niet afleiden. In die tijd waren er ontelbaar veel vogelweides bij steden en kastelen. Valkeniers lieten hun roofvogels ginds vliegen om te oefenen en voor te bereiden op de jacht. Zijn naam kan eerder toevallig zijn, maar aangezien er toen zeer veel vogelweides waren, is het nogal moeilijk te achterhalen welke vogelweide men precies bedoelde.
De jonge Walther leerde zijn dichterlijke kunsten in Oostenrijk van een opmerkelijke meester, Reinmar von Hagenau, die hij later in twee van zijn gedichten vermeldt. Na diens dood nam hertog Frederik I van Oostenrijk hem onder zijn hoede. Deze periode was ongetwijfeld de productiefste van zijn leven, welke echter spoedig eindigde door de dood van de hertog in 1198. De 28-jarige Walther is ontzet en zoekt naar een andere patroon om hem muzikale kunsten aan te leren. Hij trok van dorp tot dorp om te zingen en voor te dragen.
In de periode 1198-1209 kwam Walther onder de hoede van tientallen leermeesters te staan. In 1230 stierf hij op 59-jarige leeftijd. In 1877 werd in Bozen een monument onthuld ter ere van hem.

## Werk
Hij was een zeer bekende zanger en dichter uit de middeleeuwen. Talrijke teksten van hem zijn bewaard gebleven, waaronder een lied waarin hij de stad Jeruzalem bezingt, die zonet voor de kruisvaarders opdoemt: het zogenaamde Palestinalied. 
Een van de weinige afbeeldingen van Walther is te vinden in de Codex Manesse. Zijn naam komt ook voor in een lied van Wagner. 'Am stillen Herd' uit die Meistersinger.